# ZKB Jazzpreis

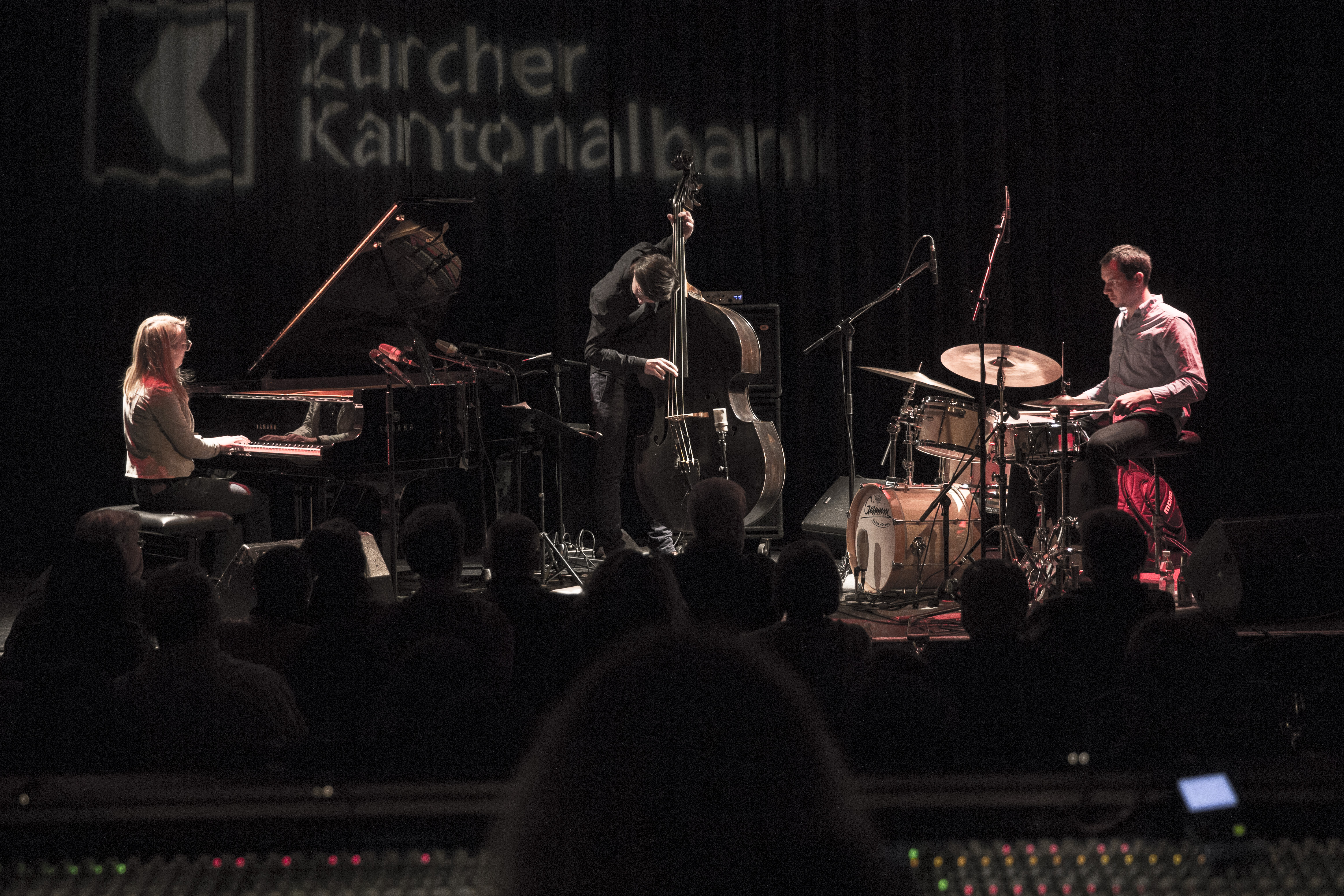
Die Gewinner des ZKB Jazzpreises 2016 auf der Bühne

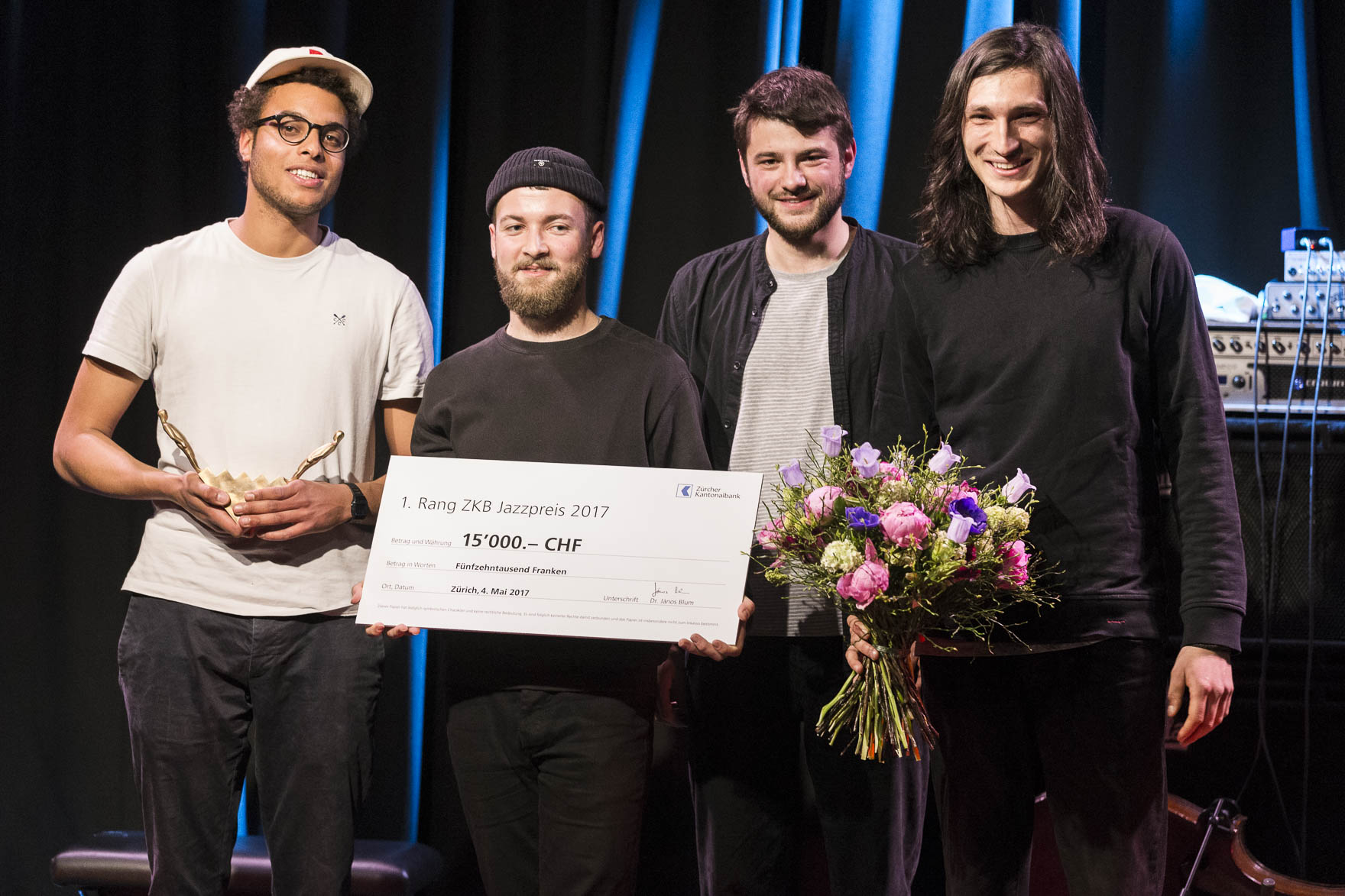
Gewinner des ZKB Jazzpreises 2017: District Five

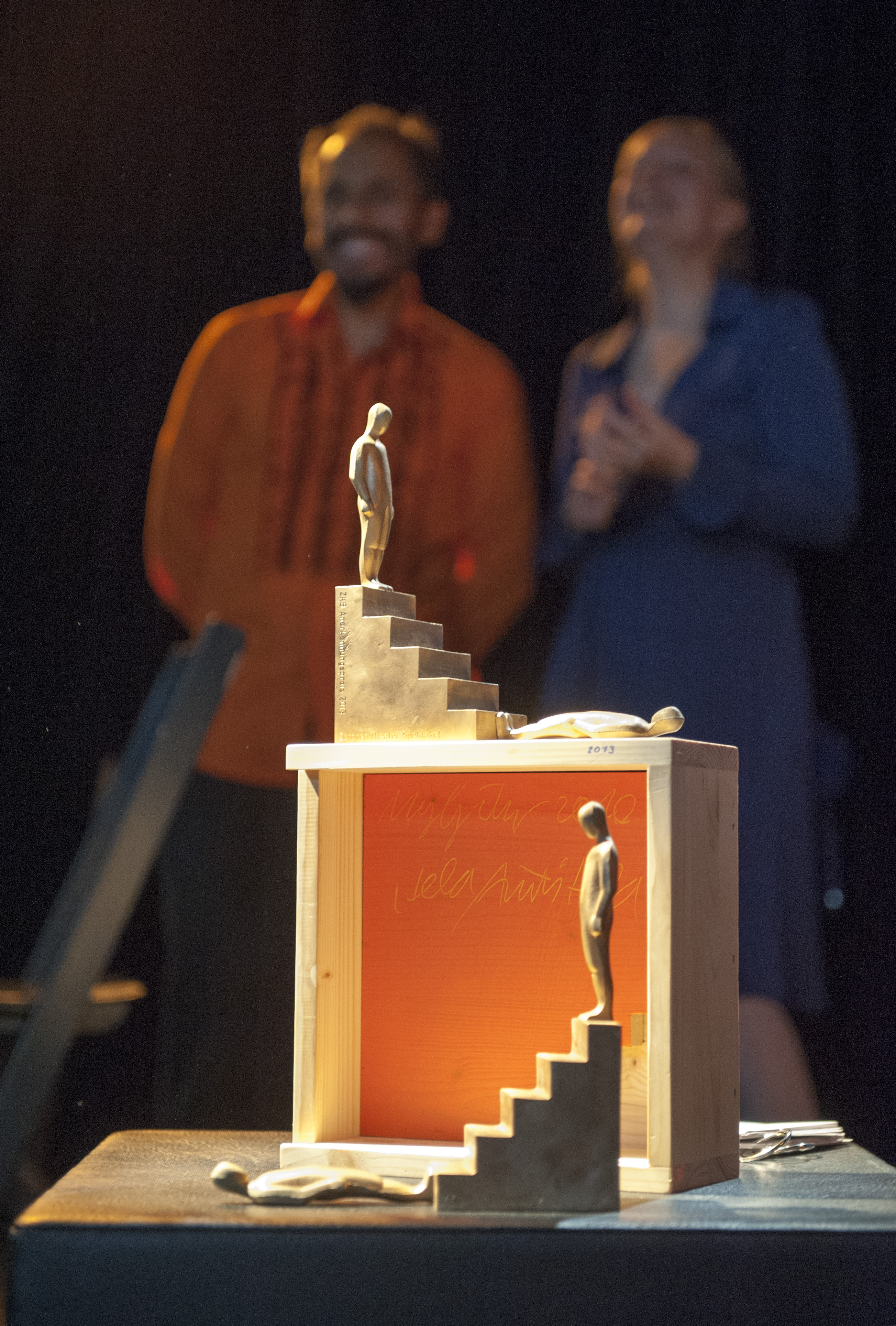
ZKB Jazzpreis Trophäe „Held-Antiheld“ von Max Grüter

Der ZKB Jazzpreis ist ein Schweizer Jazzpreis, der seit 2003 vergeben wird.

## Hintergrund
Seit 2002 fördert die Zürcher Kantonalbank junge, innovative Schweizer Bands mit dem ZKB Jazzpreis im  Zürcher Jazzclub Moods. Der höchstdotierte Jazzpreis der Schweiz, 15.000 Franken für den ersten Rang und 5.000 für den zweiten, soll die Vielfalt der nationalen Jazz-Szene bereichern. Mittlerweile gilt er als wichtige Förderinstitution, oft wurden ausgezeichnete Bands in die prioritäre Jazzförderung der Stiftung Pro Helvetia aufgenommen, womit sie auch in der internationalen Jazzszene Beachtung und Anerkennung fanden.

## Teilnahmebedingungen
Sechs Schweizer Bands haben jährlich die Möglichkeit, am Wettbewerb um den ZKB Jazzpreis (ZKB-Jazzpreis-Festival) teilzunehmen. Die zentrale Stilrichtung ist Jazz in einer sehr offenen Definition. Dazu zählen nicht nur traditionelle Formen, sondern auch aktuelle Mischungen aus Jazz, Weltmusik, Klassik, Elektronik oder Pop, wobei die Improvisation stets ein fester Bestandteil sein soll.
Folgende Kriterien werden bei der Auswahl der Bands berücksichtigt:
- Die Band ist aktiv und in der Zürcher bzw. der Schweizer Jazzszene präsent
- Die Band hat einen professionellen Auftritt (Performance, Tonträger, Management)
- Die leitende Person ist nicht älter als 35 Jahre
- Die Band hat musikalisches Entwicklungspotenzial
- Die Band nimmt zum ersten Mal am ZKB-Jazzpreis-Festival teil

## Das Festival
Der Wettbewerb um den ZKB Jazzpreis findet jährlich an sechs Abenden im Zürcher Jazzclub Moods statt. Die Auswahl der Bands trifft die Programmleitung des Jazzclubs Moods. 2017 wurden die ersten drei Abende und das Finale des ZKB-Jazzpreis-Festivals zum ersten Mal live aus dem Moods gestreamt und waren anschliessend als Video-On-Demand für kurze Zeit verfügbar.

## Preise
Der ZKB Jazzpreis ist der höchstdotierte Jazzpreis der Schweiz. Die Preisgelder liegen bei 15.000 Franken für den ersten und 5.000 Franken für den zweiten Rang. Der Gewinner des Wettbewerbs kann zudem am Eröffnungsabend des Zürcher jazznojazz-Festivals auftreten. Der Gewinner des Publikumspreises kann im Mood auftreten. Seit 2010 erhält der erste Preisträger zusätzlich die Skulptur Held Anti Held des Zürcher Künstlers Max Grüter.

## Jury
Die Konzerte werden von einer aus fünf nationalen und internationalen Experten bestehenden Jury beurteilt. Im Anschluss an den dritten Konzerttag nominiert die Jury die beiden Finalisten, die sich am zweitletzten oder letzten Festivaltag nochmals gegenüberstehen.

## Bisherige Gewinner
| Jahr | Band/Musiker                        | Besetzung |
| ---- | ----------------------------------- | --- |
| 2024 | Lea Gasser 5tet                     | Lea Gasser (acc), Samuel Urscheler (sax), Mirko Maio (p), Emilio Giovanoli (b), Romain Ballarini (dr) |
| 2023 | ARBRE                               | Paul Butcher (flh), Mélusine Chappuis (kb), Xavier Almeida (dr) |
| 2022 | Bureau Bureau                       | Sonia Loenne (voc), Michael Cina (dr, vib) |
| 2021 | Matthieu Mazué Trio                 | Matthieu Mazué (p), Xaver Rüegg (kb), Michael Cina (dr) |
| 2020 | Sc'ööf                              | Christian Zemp (git), Noah Arnold (sax), Elio Amberg (sax), Amadeus Fries (dr) |
| 2019 | Arthur Hnatek Trio                  | Francesco Geminiani (sax), Fabien Iannone (b), Arthur Hnatek (dr) |
| 2018 | Woodosim                            | Florian Weiss (tb), Linus Amstad (sax), Valentin von Fischer (b), Philipp Leibundgut (dr) |
| 2017 | District Five                       | Vojko Huter (g), Tapiwa Svosve (sax), Xaver Rüegg (b), Paul Amereller (dr) |
| 2016 | Marie Krüttli Trio                  | Marie Krüttli (p), Lukas Traxel kb), Martin Perret (dr) |
| 2015 | The Great Harry Hillman             | Nils Fischer (sax, bcl), David Koch (git), Samuel Huwyler (kb), Dominik Mahnig (dr) |
| 2014 | Matthias Tschopp Quartet Plays Miró | Matthias Tschopp (sax), Yves Theiler (p), Raffaele Bossard (kb), Alex Huber (dr) |
| 2013 | Bounce                              | Jonathan Maag (sax), Julian Hesse (tp), Andrey Tatarinets (kb), Domi Chansorn (dr) |
| 2012 | Kaleidoscope String Quartet         | Simon Heggendorn (vln, comp), Tobias Preisig (vln), David Schneebeli (viola), Bruno Fischer (clo) |
| 2011 | na\|PALMT\|h\|REE                   | Andreas Tschopp (tb), Lionel Gafner (kb), Fred Bürki (dr) |
| 2010 | Marc Perrenoud Trio                 | Marc Perrenoud (p), Marco Müller (kb), Cyril Régamey (dr) |
| 2009 | Plaistow                            | Johann Bourquenez (p), Raphaël Ortis (kb), Cyril Bondi (dr) |
| 2008 | Hildegard lernt fliegen             | Andreas Schaerer (comp, voc), Mathias Wenger (sax, fl), Patrick Schnyder (sax, fl, b-cl), Andreas Tschopp (trb), Marco Müller (kb), Christoph Steiner (dr, Glockenspiel, Special Effects) |
| 2007 | Tre                                 | Bernhard Bamert (trb), Thomas Lüthi (ts), Christian Niederer (dr) |
| 2006 | Manuel Mengis Gruppe 6              | Manuel Mengis (tp), Achim Escher (as), Roland von Flüe (ts, bcl, Florian «Flo» Stoffner (git), Marcel Stalder (kb), Lionel Friedli (dr) |
| 2005 | Erb_Gut                             | Christoph Erb (ts), Peter Schärli (tp, flhn), Markus Stalder (git), Ralf Sonderegger (kb), Julian Dillier (dr) |
| 2004 | Bruno Amstad                        | Bruno Amstad, Stimme und Elektronik |
| 2003 | Martin Streule Jazz Orchestra       | Sandro Häsler, Daniel Schenker, Andrea Piccand (tp), Jennifer Grant (flh), Adrian Weber, René Mosele, Niki Wüthrich (trb), Reto Zumstein (b-trb), Adrian Pflugshaupt, Rolf Häsler, Jürg Bucher, Jochen Baldes, Lukas Heuss (sax), Stewy von Wattenwyl (p), Nick Perrin (git), Daniel Schläppi (kb), Peter Horisberger (dr), Martin Streule (comp, arr, cond) |